# Mohd Ali Mustafa
Mohd Ali bin Haji Mustafa – brunejski trener piłkarski.

## Kariera trenerska
W 2006 i 2009 roku trenował narodową reprezentację Brunei.